# Megafauna
Megafauna (grč. megas "velik" + lat. fauna "životinja") su velike, vrlo velike ili ogromne životinje. Njihova uobičajena definicija je težina od 45 kilograma. Time u megafaunu spadaju mnoge životinje koje se inače ne smatraju vrlo velikim, poput crvenog klokana, ali i čovjeka.
Ovaj termin se najčešće koristi da bi se opisale životinje koje su dosta veće od čovjeka, ali nisu pripitomljene. Njega se posebno povezuje s pleistocenskom megafaunom — divovskim kopnenim životinjama poput mamuta, dlakavih nosoroga i sl. Također se koristi za najveće moderne divlje životinje, posebno za slona, žirafu, nilskog konja, nosoroge, losa, kondora, itd.
Osim toga se često koristi za neke divovske vodene životinje, posebno kitove, za bilo koje veće divlje ili pripitomljene životinje poput većih antilopa i goveda, kao i za dinosaure i druge izumrle divovske gmazove.
Ovaj termin se ponekad koristi za opisivanje životinja (obično izumrlih) koje su veće u odnosu na češći ili jedini preživjeli oblik te životinje, npr. za vilin konjica iz perioda karbona koji je imao raspon krila od 1 m.

## Ekološka strategija
Megafauna — u smislu najvećih sisavaca i ptica — se uglavnom oslanja na dug život, spor rast populacije, nisku stopu smrtnosti, malo ili nijednog prirodnog grabežljivca koji je u stanju ubiti odrasle. Ove karakteristike ih čine vrlo ranjivima na ubijanje od strane ljudi.

## Masovna izumiranja
Jedno vrlo poznato izumiranje megafaune, holocensko izumiranje, se desilo na kraju zadnjeg ledenog doba. Tada su izumrle mnoge velike životinje ledenog doba, poput dlakavog mamuta u Sjevernoj Americi i na sjeveru Euroazije. Postoje razni mogući razlozi tom izumiranju, poput izlova od strane čovjeka, promjene klime, bolesti, udara meteorita i druge. Međutim, ovo izumiranje pri kraju pleistocena je bilo samo jedno od više izumiranja megafaune koja su se odigrala u zadnjih 50 000 godina na većini površine Zemlje, s tim da su Afrika i Azija dobrim dijelom bile pošteđene. Izvan Euroazije su se izumiranja megafaune dešavala kontinent po kontinent, slijedeći širenje ljudi po svijetu i nema veze s klimom. Australija je prva pogođena prije oko 50 000 godina, potom su slijedili Solomonski otoci prije 30 000 godina, Amerike prije 13 000 godina, Kipar prije 9000 godina, Antili prije 6000 godina, Nova Kaledonija prije 3000 godina, Madagaskar prije 2000 godina, Novi Zeland prije 800 godina, Maskareni prije 400 godina i Komandorski otoci prije 250 godina. Zapravo, skoro svi izolirani otoci imaju primjer nekog izumiranja nakon dolaska Homo sapiensa. (Na većini tih otoka, kao na Havajima, velike životinje nikada nisu živjele, pa su tu izumrle vrste manje.)
Nastavljeni izlov i uništavanje staništa je dovelo do još izumiranja megafaune u nedavnoj prošlosti i oni se smatraju velikom opašnošću za životinje i u budućnosti. 
Brojna masovna izumiranja su se odigrala ranije u Zemljinoj povijesti, kada je jedan dio ili sva megafauna tog vremena također izumrla. Najpoznatije je izumiranje dinosaura krajem krede. Međutim, ta ranija izumiranja su bila globalnija i nisu obuhvaćala samo megafaunu; npr. mnoge biljke, vodeni beskralježnjaci i planktoni su nestali zajedno s dinosaurima.

## Primjeri
Ispod su važni primjeri megafaune (u smislu velike životinje):
- razred Mammalia
  - infrarazred Metatheria
    - red Diprotodontia
      - Crveni klokan (Macropus rufus) je najveći živi australski sisavac i tobolčar koji može težiti do 85 kilograma. Međutim, njegov izumrli srodnik, Procoptodon goliah je dostizao 230 kilograma, a najveći tobolčar svih vremena je bio Diprotodon (mogao je težiti do 2750 kg). Izumrli psoglavi vučak (160 kg) je bio mnogo veći od današnjih tobolčara mesoždera.

  - infrarazred Eutheria
    - nadred Afrotheria
      - red Proboscidea
        - Slonovi su najveće kopnene životinje. Oni i njihovi srodnici su nastali u Africi, ali donedavno su imali skoro kozmopolitsku rasprostranjenost. Afrički slon je u ramenima visok 4,3 metra i težak je do 13 tona. Među nedavno izumrlim surlašima su mamuti (Mammuthus), koji su bliži slonovima, i mastodonti (Mammut) koji su u daljem srodstvu s njima.

      - red Sirenia
        - Najveća sirena je karipski lamantin (Trichechus manatus), težak do 1500 kg. Stellerova morska krava (Hydrodamalis gigas) je bila vjerojatno pet puta masivnija, ali su je ljudi istrijebili 27 godina nakon njenog otkrića na komandorskim otocima, 1741. godine. U pretpovijesti je ona živjela i na obalama sjeveroistočne Azije i sjeverozapadne Sjeverne Amerike; onda su je istrijebili aboridžini.

    - podred Xenarthra
      - red Cingulata
        - Pripadnici Glyptodontidae su bili grupa velikih i oklopnih životinja sličnih ankilosaurima. U srodstvu su s današnjim pasancima. Evoluirali su u Južnoj Americi, invazirali su Sjevernu Ameriku i izumrli su na kraju epohe pleistocena.

      - red Pilosa
        - Neki pripadnici podreda Folivora su bili spore kopnene životinje, kao i gliptodonti. I oni su dospjeli do Sjeverne Amerike i proširili su se dalje na sjever. Najveći od njih, Megatherium i Eremotherium, su dostizali veličinu koja se mogla mjeriti s veličinom današnjih slonova.

    - nadred Euarchontoglires
      - red Primates
        - Najveći živi primat, težak do 266 kg, je gorila (Gorilla beringei i Gorilla gorilla, s tri ili četiri podvrste koje su kritično ugrožene). Izumrli Archaeoindris je dostizao sličnu veličinu, dok je Gigantopithecus iz jugoistočne Azije, moguće, bio nekoliko puta veći.

      - red Rodentia
        - Postojeća kapibara (Hydrochoerus hydrochaeris) iz Južne Amerike, najveći glodavac na svijetu, teži do 65 kg. Neke sjeverne nedavno izumrle forme su bile veće: Neochoerus pinckneyi je bila oko 40% teža; Castoroides ohioensis je bio sličan. Izumrla Amblyrhiza inundata s nekoliko karipskih otoka je možda bila i veća. Međutim, prije nekoliko milijuna godina, u Južnoj Americi su živili mnogo veći glodavci. Phoberomys pattersoni, poznat od jednog gotovo potpunog skeleta, je vjerojatno dostizao 700 kg. Nepotpuni ostaci vrste Josephoartigasia monesi pokazuju da je ona možda težila i više od jedne tone.

    - nadred Laurasiatheria
      - red Carnivora
        - U velike mačke spadaju, između ostalih, tigar (Panthera tigris) i lav (Panthera leo). Najveća podvrsta, teška do 306 kg, je sibirski tigar (P. tigris altaica) prema Bergmannovom pravilu. Pripadnici roda Panthera su prepoznatljivi po morfološkim osobinama koje im omogućavaju rikanje. U veće izumrle mačke spadaju američki lav, (Panthera leo atrox) i južnoamerički sabljozubi tigar.
        - Medvjedi su veliki mesožderi podreda Caniformia. Najveći živući su polarni medvjed (Ursus maritimus) težak 680 kg i podvrsta mrkog medvjeda, Ursus arctos middendorffi, slične veličine po Bregmannovom pravilu. Izumrli Arctodus simus iz Sjeverne Amerike je bio najveći kopneni grabežljivac tijekom pleistocena i dostizao je 1136 kg.
        - Perajari su vodene životinje koje su evoluirale od svojih srodnika medvjeda. Južni morski slon (Mirounga leonina) s Antarktika je najveći mesožder svih vremena, a mužjaci mogu dostići 6-7 metara duljine.

      - red Perissodactyla
        - Tapiri su biljožderi s kratkom surlom, sliče svinjama i malo su se promijenili u zadnjih 20 milijuna godina. Nastanjuju tropske kišne šume jugoistočne Azije i Južne i Srednje Amerike i u njih spadaju najveće kopnene životinje dvije spomenute regije.Postoje četiri vrste.
        - Nosorozi su neparnoprstaši s rogovima od keratina, istog proteina od kojeg se sastoji kosa. Oni su među najvećim živućim kopnenim sisavcima, odmah poslije slonova (nilski konji su malo manji). Tri ili pet postojećih vrsta je kritično ugroženo. Njihovi srednjoazijski srodnici, indrikoteri su bili najveći kopneni sisavci svih vremena.

      - red Artiodactyla
        - Žirafe (Giraffa camelopardalis) su najviše kopnene životinje i dostižu visinu od 6 m.
        - U goveda spadaju najveće preživjele kopnene životinje Europe i Sjeverne Amerike. Indijski bivo (Bubalis arnee), bizoni (Bison bison i B. bonasus), i gaur (Bos gaurus) mogu dostići težinu od preko 900 kg.
        - Nilski konj (Hippopotamus amphibius) je najteži parnoprstaš; on i kritično ugroženi patuljasti vodenkonj (Choeropsis liberiensis) se smatraju najbližim srodnicima kitova.

      - red Cetacea
        - Kitovi, delfini i pliskavice su vodeni sisavci. Plavi kit (Balaenoptera musculus) je najveći od njih i najveća životinja koja je ikada živjela. Ulješura (Physeter macrocephalus) je najveći kit zuban, kao i najglasnija životinja i ima najveći mozak (pet puta je veći od čovjekovog). Kit ubojica (Orcinus orca) je najveći delfin.
- razred Aves
  - red Struthioniformes
    - Nojevke su jedna drevna i raznolika grupa ptica neletačica koje se mogu naći u raznim dijelovima svijeta jer je prije bio samo jedan, Gondwana. Najveću pticu na svijetu, noja (Struthio camelus), prevazilazi izumrli Aepyornis s Madagaskara, najteži u grupi, kao i izumrli Dinornis s Novog Zelanda, najviši, koji je mogao narasti do 3,4 m visine. Oni su primjer otočnog gigantizma.

  - red Anseriformes
    - Izumrli pripadnici Dromornithidae iz Australije, poput Dromornisa su možda prelazili u veličini i nojevke. (Zbog svoje male veličine za kontinent i svoje izoliranosti, Australija se ponekada naziva najvećim otokom na svijetu; time bi ove vrste također mogli biti otočni divovi.)
- razred Reptilia
  - red Crocodilia
    - Pravi aligatori i krokodili su veliki poluvodeni gmazovi, od kojih je najveći morski krokodil (Crocodylus porosus), koji može težiti 1360 kg. Daleki preci krokodila i njihovi srodnici su dominirali svijetom u kasnom trijasu, sve dok neobjašnjivo izumiranje na prelazu u juru nije dopustila da ih dinosauri preteknu.

  - red Saurischia
    - U pripadnike Saurischia iz jure i krede spadaju sauropodi, najduže (dugi do 40 m) i najteže kopnene životinje ikada (Argentinosaurus je dostizao 80-100 metričkih tona ili 90-110 kratkih tona), kao i teropodi, najveći kopneni grabežljivci (Spinosaurus je težio 7-9 tona).

  - red Squamata
    - Dok najveći gušter na svijetu, komodski varan, može dostići duljinu od 3 metra, njegov izumrli australski srodnik Megalania je možda bila dvostruko duža. Srodnici ovih varana, mososauri, su bili glavni morski grabežljivci tijekom krede.
    - Najtežom postojećom zmijom se smatra Eunectes murinus dok se Python reticulatus (do 8,7 m) smatra najdužom. Jedna izumrla pliocenska australska vrsta roda Liasis je dostizala duljinu od 10 m, dok je Titanboa iz paleocenske Južne Amerike rasla 12-15 m, a procjenjuje se da je težila oko 1135 kilograma.

  - red Testudines
    - Najveća kornjača na svijetu je kritično ugrožena sedmopruga usminjača (Dermochelys coriacea), koja može težiti do 900 kg. Od ostalih kornjača se razlikuje po tome što joj nedostaje koštani oklop. Najveće kopnene kornjače su galapagoška kornjača (Geochelone nigra) i Geochelone gigantea, koje teže do 300 kg.
- razred Actinopterygii
  - red Tetraodontiformes
    - Najveća živuća koštunjača je veliki bucanj (Mola mola), čija je prosječna težina 1000 kg. Iako je filogenetski on koštunjača, njegov skelet se uglavnom sastoji od hrskavice, koja je mekša od kosti. Ima tijelo oblika diska i opkreće se svojim velikim perajama; hrani se uglavnom meduzama.

  - red Acipenseriformes
    - Kritično ugrožena moruna (Huso huso), koja može težiti 1476 kg, najveća je jesetra i smatra se najvećom ribom koja se iz mora seli u slatke vode radi razmnožavanja.

  - red Siluriformes
    - Kritično ugroženi Pangasianodon gigas, koji može težiti do 293 kg, se obično smatra najvećom slatkovodnom ribom.
- razred Chondrichthyes
  - red Lamniformes
    - Najveća živuća riba mesožder je velika bijela psina (Carcharodon carcharias), koja dostiže težinu od 2240 kg. Njezin izumrli srodnik Megalodon je bio dug skoro 20,3 metara i time je najveći morski pas i najveća riba grabežljivac svih vremena.

  - red Orectolobiformes
    - Najveći morski pas svijetu, riba hrskavičnjača, je kitopsina (Rhincodon typus), koja može preći težinu od 21,5 tona. Hrani se planktonom.

  - red Rajiformes
    - Manta (Manta birostis) je još jedna riba koja se hrani planktonom i najveća je raža jer može dostići težinu od 2300 kg.
- razred Cephalopoda
  - red Teuthida
    - Brojna dubokomorska bića pokazuju dubokomorski gigantizam. U njih spadaju divovska lignja (Architeuthis) i orijaška lignja (Mesonychoteuthis hamiltoni); za obje se smatra (iako ih se rijetko nađe) da dostižu duljinu od 12 m ili više. Ova druga je najveći bezkralježnjak na svijetu i ima najveće oči na svijetu. Ulješure love obje ove vrste.

## Galerija

### Izumrli
- Dunkleosteus (10 m) je bila divovska riba iz perioda devona.
- Liopleurodon ferox (desno) krade hranu vrsti Leedsichthys problematicus (jura).
- Konstrukcija mosasaura (jura)
- C. megalodon s kitopsinom, velikom bijelom psinom i čovjekom.
- Dimetrodon i Eryops iz ranog perma (Sjeverna Amerika).
- Razni sauropodi, s lijeva na desno: Camarasaurus, Brachiosaurus, Giraffatitan, Euhelopus.
- Konstrukcija spinosaurusa (kreta).
- Restauracija tiranosaura (kasna kreda).
- Argentavis iz kasnog miocena je imao raspon krila od 8 m.
- Titanis walleri, posljednji (i jedini sjevernoamerički) pripadnik Phorusrhacidae.
- Diprotodon je bio najveći tobolčar svih vremena.
- Megatherium iz pleistocena (Južna Amerika).
- Toxodon je bio jedan od najvećih i posljednjih južnoameričkih pripadnika Notoungulata.
- Američki lav je izumro prije oko 10 000 godina.
- Pleistocenski mamuti poput M. columbi su nastanjivali sjevernu hemisferu.
- Haastov orao (na slici napada moe) je najveći poznati orao.
- Psoglavi vučak je bio najveći pripadnik Dasyuromorphia.

### Preživjeli
- Gorila je najveći i jedan od najugroženijih primata na Zemlji.
- Sibirski tigar je najveća živuća mačka.
- Polarni medvjedi su najveći medvjedi.
- Mrki medvjed je najveći šumski grabežljivac.
- Kritično ugroženi Crni nosorog naraste do 14 stopa dužine.
- Taurotragus derbianus je najveća antilopa na svijetu.
- Nilski konj su najteži parnoprstaš.
- Orka je najveći delfin.
- Noj je najteža ptica.
- Morski krokodil može težiti do 770 kilograma.
- Komodski varan je najveći gušter.
- Anakonda je najveća zmija na svijetu.
- U porodicu Molidae spadaju najveće koštunjače.
- Manta je najveća raža.
- Plavetni kit je najveći sisavac na svijetu.
- Plesiosaur je najveća životinja na svijetu koja živi još od razdoblja jure.
- Lates niloticus je jedna od najvećih slatkovodnih riba.
- Divovska lignja je drugi najveći glavonožac.